# División de Honor de waterpolo 2013-14
La temporada 2013/2014 es la 90.ª edición de la Liga española de waterpolo masculino. La competición comenzó el 19 de octubre y finalizó el 26 de abril. El torneo lo organiza la  Real Federación Española de Natación. El Atlètic Barceloneta es el campeón vigente

## Clasificación de la Liga Regular
| Pos. | Equipo                   | Pt | P.J. | P.G. | P.E. | P.P. | G.F. | C.C. |
| ---- | ------------------------ | -- | ---- | ---- | ---- | ---- | ---- | ---- |
| 1    | Atlètic Barceloneta      | 66 | 22   | 22   | 0    | 0    | 330  | 159  |
| 2    | C.N. Terrasa             | 53 | 22   | 17   | 2    | 3    | 258  | 155  |
| 3    | C.N. Mataró Quadis       | 51 | 22   | 16   | 3    | 3    | 228  | 163  |
| 4    | C.E. Mediterrani         | 43 | 22   | 14   | 1    | 7    | 227  | 179  |
| 5    | C.N. Sabadell            | 35 | 22   | 11   | 2    | 9    | 239  | 203  |
| 6    | Real Canoe N.C           | 33 | 22   | 10   | 3    | 9    | 209  | 209  |
| 7    | C.N. Sant Andreu         | 30 | 22   | 9    | 3    | 10   | 176  | 174  |
| 8    | C.N. Catalunya           | 28 | 22   | 9    | 1    | 12   | 197  | 211  |
| 9    | Waterpolo Navarra        | 20 | 22   | 6    | 2    | 14   | 170  | 226  |
| 10   | C.N. Barcelona           | 18 | 22   | 5    | 3    | 14   | 176  | 210  |
| 11   | Concepción-Ciudad Lineal | 5  | 22   | 1    | 2    | 19   | 147  | 298  |
| 12   | C.N. Helios              | 3  | 22   | 1    | 0    | 21   | 142  | 312  |

|  | Clasificados para el Play-off |
|  | Juega el Play-off de descenso |
|  | Desciende a 1ª división       |

## Play Off por el Descenso
FINAL
|  | Waterpolo Tenerife Echeyde | 13-13 | Concepción-Ciudad Lineal |  |  |

|  | Concepción-Ciudad Lineal | 11-10 | Waterpolo Tenerife Echeyde |  |  |

## Play Off por el Título
SEMIFINALES
|  | C.N. Mataró Quadis | 8-6 | C.N. Terrasa |  |  |

|  | C.N. Terrasa | 13-8 | C.N. Mataró Quadis |  |  |

|  | C.N. Terrasa | 12-8 | C.N. Mataró Quadis |  |  |

|  | C.E. Mediterrani | 3-15 | Atlètic Barceloneta |  |  |

|  | Atlètic Barceloneta | 17-14 | C.E. Mediterrani |  |  |

FINAL
|  | Atlètic Barceloneta | 10-7 | C.N. Terrasa |  |  |

|  | Atlètic Barceloneta | 15-9 | C.N. Terrasa |  |  |

|  | C.N. Terrasa | 3-6 | Atlètic Barceloneta |  |  |

| División de Honor waterpolo masculino 2013–14 |
| --------------------------------------------- |
|                                               |
| Atlètic Barceloneta 14.nd Título              |